# Serie A2 1995-1996 (pallavolo femminile)
La Serie A2 femminile FIPAV 1995-96 fu la 19ª edizione della manifestazione organizzata dalla FIPAV.
Andra Lingerie Trani e Despar Perugia erano le squadre provenienti dalla Serie A1, mentre le neopromosse dalla B1 erano Cervi Cucine Castellanza, Florens Castellana Grotte e Record Cucine Latisana; Carrara cedette i suoi diritti alla Bosca Montichiari.

## Classifica
| Pos. | Squadra                      | Pt | G  | V  | P  | SV | SP |
| ---- | ---------------------------- | -- | -- | -- | -- | -- | -- |
| 1.   | Mangiatorella Gsm 83 Messina | 48 | 30 | 24 | 6  |    |    |
| 2.   | Bosca Montichiari            | 44 | 30 | 22 | 8  |    |    |
| 3.   | Despar Perugia               | 42 | 30 | 21 | 9  |    |    |
| 4.   | Oranfrizer Sesto Fiorentino  | 40 | 30 | 20 | 10 |    |    |
| 5.   | Rio Casamia Palermo          | 40 | 30 | 20 | 10 |    |    |
| 6.   | Record Cucine Latisana       | 40 | 30 | 20 | 10 |    |    |
| 7.   | Cemar Spezzano Fiorano       | 32 | 30 | 16 | 14 |    |    |
| 8.   | Biasia Vicenza               | 32 | 30 | 16 | 14 |    |    |
| 9.   | Medinex Reggio Calabria      | 28 | 30 | 14 | 16 |    |    |
| 10.  | Aster Roma                   | 28 | 30 | 14 | 16 |    |    |
| 11.  | Florens Castellana Grotte    | 28 | 30 | 14 | 16 |    |    |
| 12.  | Famila Imola                 | 26 | 30 | 13 | 17 |    |    |
| 13.  | Andra Lingerie Trani         | 18 | 30 | 9  | 21 |    |    |
| 14.  | Cervi Cucine Castellanza     | 14 | 30 | 7  | 23 |    |    |
| 15.  | Carifano Fano                | 10 | 30 | 5  | 25 |    |    |
| 16.  | Il Gioiello Firenze          | 10 | 30 | 5  | 25 |    |    |

| Promossa in Serie A1 | Promosse dopo play-off promozione | Retrocesse in Serie B1 |